# Забруднення поживними речовинами

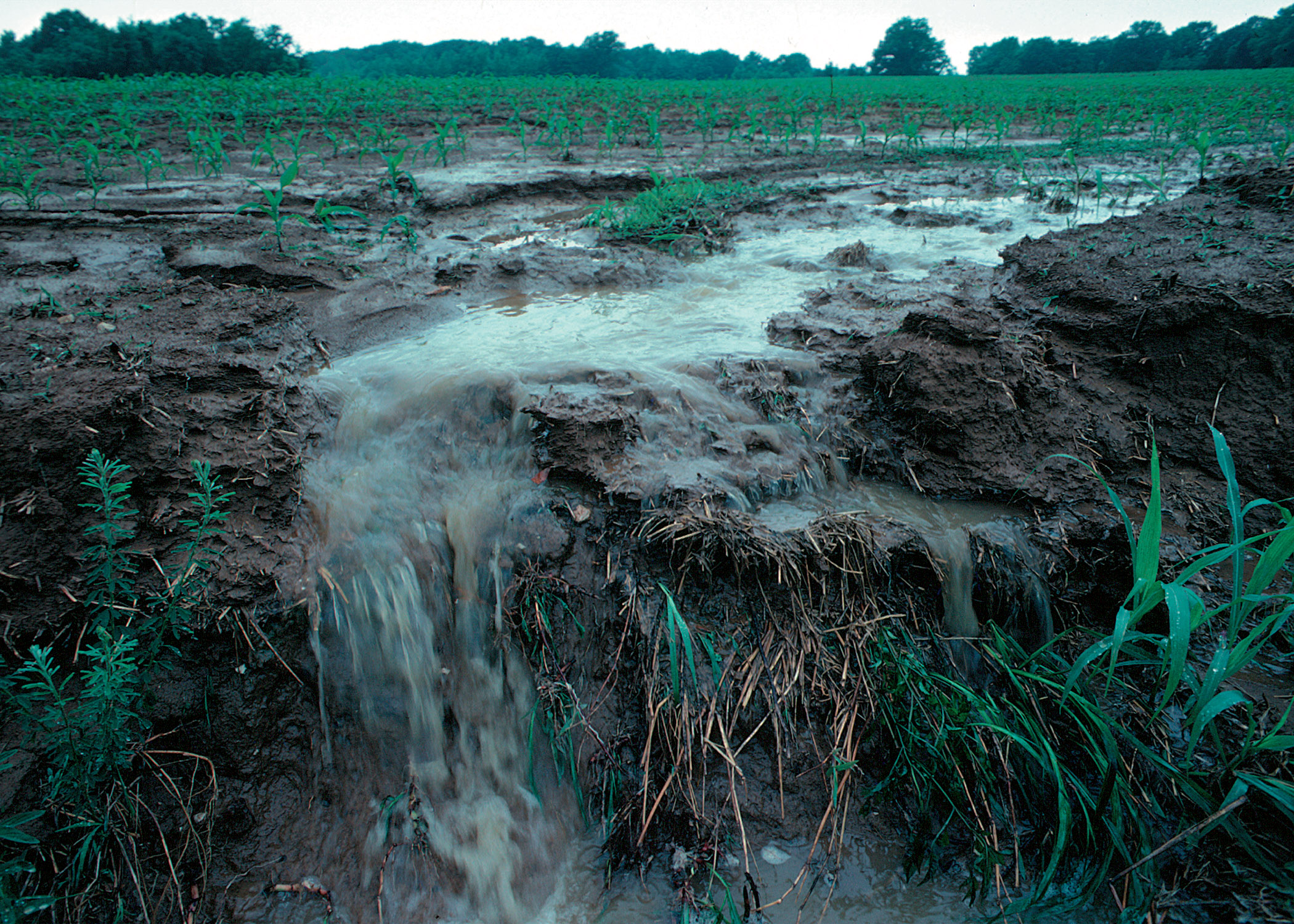
Забруднення поживними речовинами, спричинене поверхневим стоком ґрунту та добрив під час дощу

Забруднення поживними речовинами, форма забруднення води, відноситься до забруднення через надмірне надходження поживних речовин . Це основна причина евтрофікації поверхневих вод (озер, річок і прибережних вод), у яких надлишок поживних речовин, як правило, азоту або фосфору, стимулює ріст водоростей. Джерела забруднення біогенними речовинами включають поверхневий стік із сільськогосподарських полів і пасовищ, скиди з септиків і кормових майданчиків, а також викиди від спалювання. Неочищені стічні води вносять великий внесок у культурну евтрофікацію, оскільки стічні води мають високий вміст поживних речовин. Скидання необроблених стічних вод у велику водойму називається скиданням стічних вод і все ще відбувається в усьому світі. Надлишок реактивних сполук азоту в навколишньому середовищі пов'язаний з багатьма масштабними екологічними проблемами. До них належать евтрофікація поверхневих вод, шкідливе цвітіння водоростей, гіпоксія, кислотні дощі, насичення лісів азотом і зміна клімату.
Після сільськогосподарського буму в 1910-х роках і знову в 1940-х роках, щоб відповідати зростанню попиту на продовольство, сільськогосподарське виробництво значною мірою залежить від використання добрив. Добриво — це природна або хімічно змінена речовина, яка допомагає ґрунту стати більш родючим. Ці добрива містять велику кількість фосфору і азоту, що призводить до надходження в грунт надлишкової кількості поживних речовин. Азот, фосфор і калій є «великою трійкою» основних поживних речовин у комерційних добривах, кожна з цих основних поживних речовин відіграє ключову роль у живленні рослин. Коли азот і фосфор не повністю використовуються зростаючими рослинами, вони можуть змиватися та вивітрюватися з полів та негативно вплинути на якість повітря та води. Ці поживні речовини можуть з часом потрапити у водні екосистеми та сприяти посиленню евтрофікації. Коли фермери розкидають свої добрива, органічні чи синтетичні, частина їх залишатиметься стоком і може збиратися вниз за течією, спричиняючи культурну евтрофікацію.
Підходи до зменшення викидів біогенних забруднюючих речовин включають відновлення біогенних речовин, торгівлю біогенними речовинами та розподіл джерел біогенних речовин.

## Джерела

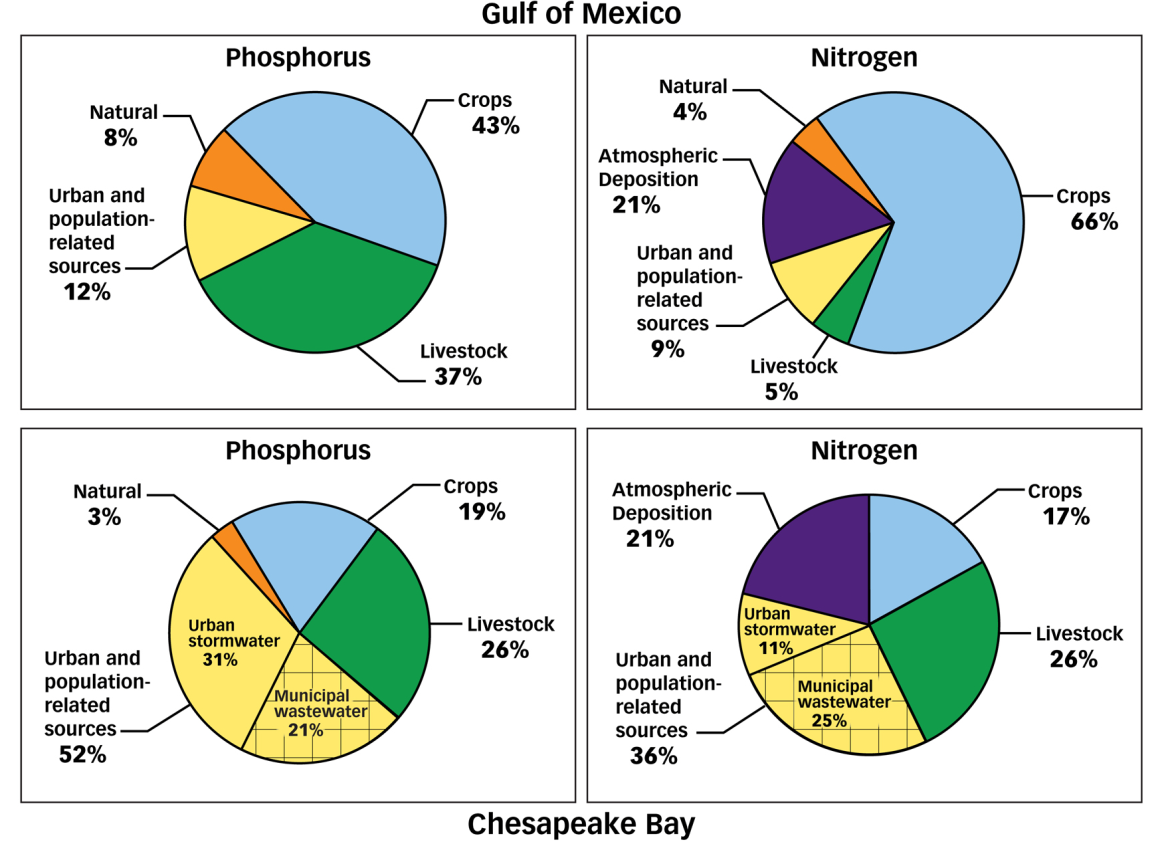
Сільське господарство є основним джерелом забруднення поживними речовинами в Мексиканській затоці. У Чесапікській затоці сільське господарство є основним джерелом, поряд із міськими районами та атмосферними опадами.

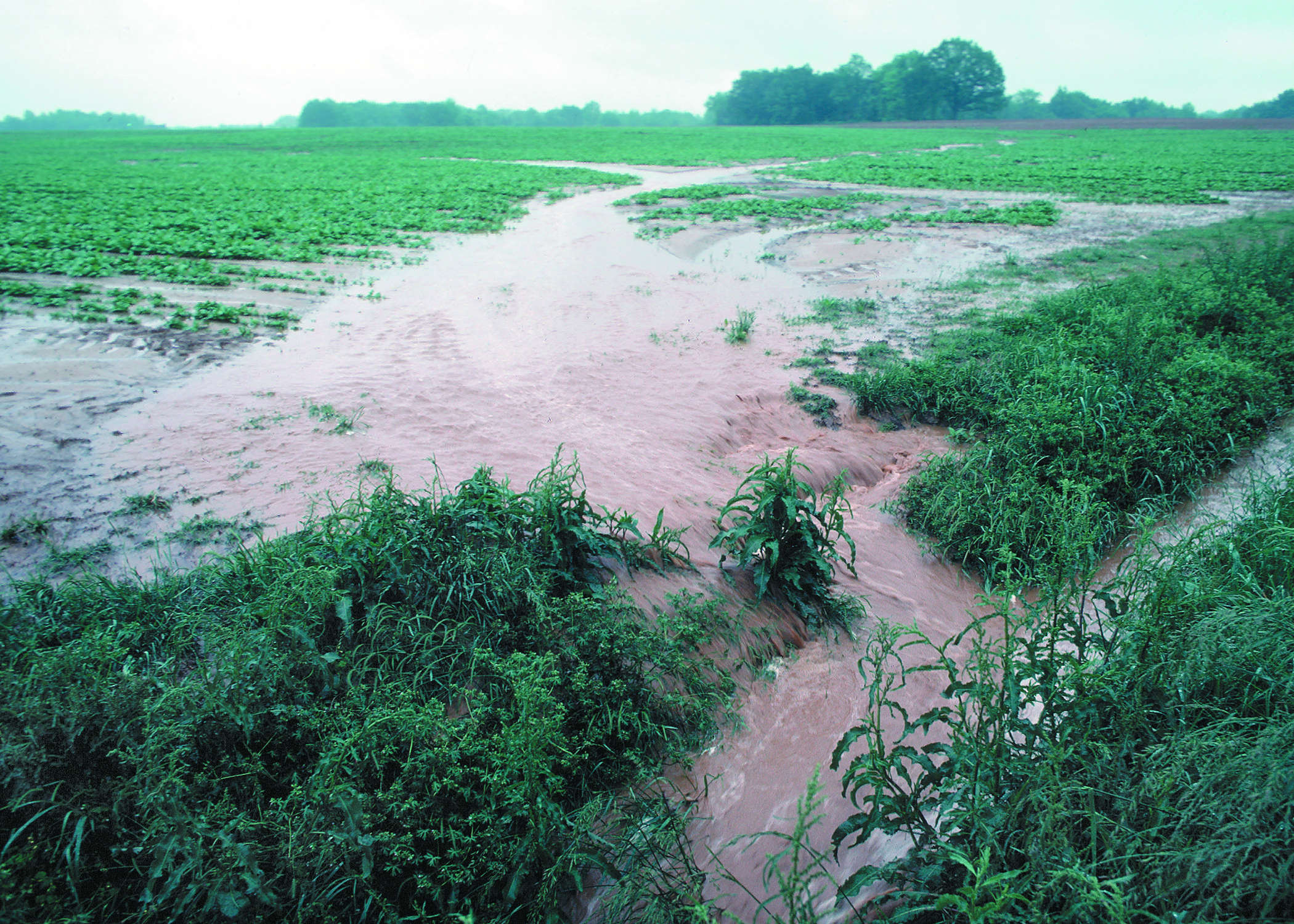
Приклад у штаті Теннессі того, як ґрунт із удобрених полів може швидко перетворитися на стік, утворюючи потік поживних речовин, які стікають у місцеву водойму.

### Азот
Використання синтетичних добрив, спалювання викопного палива та сільськогосподарське тваринництво, особливо концентрована годівля тварин (CAFO), додали велику кількість реактивного азоту в біосферу. У глобальному масштабі баланси азоту розподіляються досить неефективно: одні країни мають надлишок, а інші — дефіцит, що спричиняє низку екологічних проблем у перших. Для більшості країн світу компроміс між усуненням розривів у врожайності та пом'якшенням забруднення азотом незначний або відсутній.

### Фосфор
Забруднення фосфором спричинене надмірним використанням добрив і гною, особливо якщо це поєднується з ерозією ґрунту. За оцінками Європейського Союзу ми можемо втратити понад 100 000 тонн фосфору у водоймах і озерах через водну ерозію. Фосфор також викидається муніципальними очисними спорудами та деякими промисловими підприємствами.

### Точкові джерела
Точкові джерела безпосередньо пов'язані з одним впливом. У точкових джерелах поживні відходи потрапляють безпосередньо з джерела у воду. Точкові джерела відносно легко регулюються.

### Неточкові джерела
Неточкове забруднення (також відоме як «дифузне» або «стікове» забруднення) — це забруднення, яке походить із невизначених і дифузних джерел. Неточкові джерела важко регулювати, і вони зазвичай змінюються в просторі та часі (з сезоном, опадами та іншими нерегулярними явищами).
Було показано, що транспортування азоту корелює з різними показниками людської діяльності на вододілах, включаючи ступінь розробки. Оранка в сільському господарстві та розвиток належать до діяльності, яка найбільше сприяє навантаженню поживними речовинами.

#### Утримання ґрунту
Поживні речовини від людської діяльності мають тенденцію накопичуватися в ґрунтах і залишатися там роками. Було показано, що кількість фосфору, що втрачається поверхневими водами, лінійно збільшується з кількістю фосфору в ґрунті. Таким чином, велика частина поживних речовин у ґрунті зрештою потрапляє у воду. Азот, так само, має час обороту десятиліттями.

#### Стік у поверхневі води
Поживні речовини від діяльності людини, як правило, потрапляють із суші до поверхневих або ґрунтових вод. Зокрема, азот видаляється через дощові стоки, каналізаційні труби та інші форми поверхневого стоку. Втрати поживних речовин зі стоком і фільтратом часто пов'язані із сільським господарством. Сучасне сільське господарство часто передбачає внесення поживних речовин на поля з метою максимізації виробництва. Однак фермери часто вносять більше поживних речовин, ніж потрібно сільськогосподарським культурам, у результаті чого надмірне забруднення стікає або в поверхневі, або в грунтові води. або пасовища. Правила, спрямовані на мінімізацію експорту поживних речовин із сільського господарства, як правило, набагато менш суворі, ніж ті, що застосовуються до очисних споруд та інших точкових джерел забруднення. Слід також зазначити, що озера в лісистій місцевості також зазнають впливу поверхневого стоку. Стік може вимивати мінеральний азот і фосфор із детриту і, як наслідок, заповнювати водойми, що призводить до повільної природної евтрофікації.

#### Атмосферне осадження
Азот виділяється в повітря через випаровування аміаку та утворення оксиду азоту. Спалювання викопного палива вносить великий внесок у забруднення атмосфери азотом, ініційоване людиною. Атмосферний азот потрапляє на землю за допомогою двох різних процесів, перший — це вологе осадження, наприклад дощ або сніг, а другий — сухе осадження, тобто частинки та гази, що містяться в повітрі. Атмосферні осади (наприклад, у вигляді кислотних дощів) також можуть впливати на концентрацію поживних речовин у воді, особливо у високоіндустріалізованих регіонах.

## Впливи

### Екологічний та економічний вплив
Надлишок поживних речовин може призвести до:
- Надмірний ріст водоростей (шкідливе цвітіння водоростей);[25] та втрата біорізноманіття;[26]
- Зміни видового складу (домінуючі таксони);
- Зміни харчової мережі, обмеження світла;
- Надлишок органічного вуглецю (евтрофікація); дефіцит розчиненого кисню (екологічна гіпоксія); вироблення токсинів;[10]

Забруднення поживними речовинами може мати економічні наслідки через збільшення витрат на очищення води, промислове рибальство та втрату молюсків, рекреаційне рибальство та зменшення доходів від туризму.

### Вплив на здоров'я
Вплив на здоров'я людини включає надлишок нітратів у питній воді (синдром синього малюка) та побічні продукти дезінфекції в питній воді. Плавання у воді, ураженій шкідливим цвітінням водоростей, може спричинити висип на шкірі та проблеми з диханням.

## Зменшення скидів біогенних забруднюючих речовин

### Торгівля поживними речовинами
Торгівля поживними речовинами — це різновид торгівлі якістю води, інструмент ринкової політики, який використовується для покращення або підтримки якості води. Концепція торгівлі якістю води базується на тому факті, що різні джерела забруднення на вододілі можуть мати дуже різні витрати на контроль того самого забруднювача. Торгівля якістю води передбачає добровільний обмін кредитами на зменшення забруднення від джерел із низькими витратами на контроль забруднення на джерела з високими витратами на контроль забруднення, і ті самі принципи застосовуються до торгівлі поживними речовинами якості води. Основним принципом є «забруднювач платить», який зазвичай пов'язаний із нормативними вимогами щодо участі в торговій програмі.
У звіті Forest Trends за 2013 рік узагальнено програми торгівлі якістю води та визначено три основні типи фінансувальників: бенефіціари захисту водозбору, забруднювачі, які компенсують свій вплив, і «платники суспільного блага», які можуть не мати прямої вигоди, але фінансувати кредити на зменшення забруднення від імені уряд чи НУО. Станом на 2013 рік виплати переважно ініціювали платники суспільного блага, такі як уряди та НУО.:11

### Розподіл джерела поживних речовин
Розподіл джерела поживних речовин використовується для оцінки навантаження поживними речовинами з різних секторів, що надходять у водойми, після ослаблення або обробки. Зазвичай основним джерелом азоту у водоймах Європи є сільське господарство, тоді як у багатьох країнах домогосподарства та промисловість, як правило, є домінуючими джерелами фосфору. Якщо на якість води впливає надлишок поживних речовин, моделі розподілу джерела навантаження можуть підтримувати пропорційне та прагматичне управління водними ресурсами шляхом визначення джерел забруднення. Існує два широких підходи до моделювання розподілу навантаження: (i) підходи, орієнтовані на навантаження, які розподіляють походження на основі даних моніторингу потоку та (ii) підходи, орієнтовані на джерело, де обсяги дифузного або неточкового джерела забруднення, викиди розраховуються за допомогою моделей, які зазвичай базуються на коефіцієнтах експорту з водозбірних басейнів із подібними характеристиками. Наприклад, Модель розподілу навантаження джерела (SLAM) використовує останній підхід, оцінюючи відносний внесок джерел азоту та фосфору в поверхневі води в водозбірних басейнах Ірландії без даних моніторингу потоку шляхом об'єднання інформації про точкові скиди (міські стічні води, промислові та системи септиків), дифузні джерела (пасовища, ріллі, лісове господарство тощо), а також дані водозбірного басейну, включаючи гідрогеологічні характеристики.

## Приклади країни

### Сполучені Штати
За опитуваннями державних природоохоронних агентств, найбільшим джерелом погіршення якості води в США є сільськогосподарське неточкове забруднення (NPS).:10 Відповідно до федерального Закону про чисту воду (CWA) забруднення NPS не підлягає видачі дозволів на скидання. EPA та штати використовували гранти, партнерства та демонстраційні проекти, щоб створити стимули для фермерів скорегувати свою практику та зменшити поверхневий стік.:10–11

#### Розробка політики поживних речовин
Основні вимоги до штатів щодо розробки критеріїв і стандартів поживних речовин були визначені в Законі про чисту воду 1972 року. Реалізація цієї програми якості води була серйозною науковою, технічною та ресурсомісткою проблемою як для EPA, так і для штатів, і розвиток продовжується навіть у ХХІ столітті.
У 1978 році EPA опублікувало правила управління стічними водами, щоб розпочати вирішення національної проблеми забруднення азотом, яка зростала десятиліттями. У 1998 році агентство опублікувало Національну стратегію поживних речовин, зосередившись на розробці критеріїв поживних речовин.
Між 2000 і 2010 роками EPA опублікувало критерії поживних речовин на федеральному рівні для річок/потоків, озер/водосховищ, естуаріїв і водно-болотних угідь; і відповідні вказівки. «Екорегіональні» критерії поживних речовин для 14 екорегіонів США були включені в ці публікації. У той час як штати можуть безпосередньо прийняти критерії, опубліковані EPA, у багатьох випадках штати повинні змінити критерії, щоб відобразити умови конкретного місця. У 2004 році EPA заявило про свої очікування щодо числових критеріїв (на відміну від менш конкретних описових критеріїв) щодо загального азоту (TN), загального фосфору (TP), хлорофілу a (chl-a) і прозорості, і встановило «взаємно узгоджену за планами» для розробки державних критеріїв. У 2007 році агентство заявило, що прогрес серед штатів у розробці критеріїв поживних речовин був нерівномірним. EPA підтвердило свої очікування щодо числових критеріїв і пообіцяло підтримку зусиль держави щодо розробки власних критеріїв.
Після того, як у 2007 році EPA запровадило дозвіл NPDES на основі вододілу, інтерес до видалення поживних речовин і досягнення регіональних обмежень загального максимального добового навантаження (TMDL) призвів до розробки схем торгівлі поживними речовинами.
У 2008 році EPA опублікувало звіт про хід зусиль держави щодо розробки стандартів поживних речовин. Більшість штатів не розробили числові критерії поживних речовин для річок і струмків; озера та водосховища; водно-болотні угіддя та естуарії (для тих штатів, де є лимани). У тому ж році EPA також заснувало робочу групу з інновацій харчових речовин (NITG), що складається з експертів штату та EPA, для моніторингу та оцінки прогресу у зменшенні забруднення біогенними речовинами. У 2009 році NTIG опублікувала доповідь «Терміновий заклик до дії», висловлюючи занепокоєння тим, що якість води продовжує погіршуватися по всій країні через збільшення забруднення поживними речовинами, і рекомендувала більш активну розробку стандартів поживних речовин штатами.
У 2011 році EPA підтвердило необхідність для штатів повністю розробити свої стандарти поживних речовин, зазначивши, що кількість нітратів у питній воді за вісім років подвоїлася, що половина всіх водотоків по всій країні має середній або високий рівень азоту та фосфору, а шкідливе цвітіння водоростей зростає. Агентство встановило рамки для штатів, щоб розробити пріоритети та цілі на рівні водозбору щодо скорочення поживних речовин.

#### Дозволи на викид
Багато точкових викидів у США, хоча й не обов'язково є найбільшими джерелами поживних речовин у відповідних вододілах, зобов'язані дотримуватися обмежень щодо поживних стоків у своїх дозволах, які видаються через Національну систему ліквідації скидів забруднюючих речовин (NPDES), відповідно до CWA. На деяких великих муніципальних очисних спорудах, таких як станція вдосконаленої очистки стічних вод Blue Plains у Вашингтоні, округ Колумбія, встановлено системи біологічного видалення поживних речовин (BNR) для дотримання нормативних вимог. Інші муніципалітети внесли корективи в практику роботи своїх існуючих систем вторинної очистки для контролю поживних речовин.
Викиди з великих тваринницьких приміщень (CAFO) також регулюються дозволами NPDES. Поверхневий стік із фермерських полів, основного джерела поживних речовин у багатьох вододілах, класифікується як забруднення NPS і не регулюється дозволами NPDES.

#### Програма TMDL
Загальне максимальне добове навантаження (TMDL) — це нормативний план, який визначає максимальну кількість забруднюючих речовин (включно з поживними речовинами), яку може отримати водойма, дотримуючись стандартів якості води CWA. Зокрема, розділ 303 Закону вимагає від кожного штату створення звіту TMDL для кожної водойми, пошкодженої забруднювачами. Звіти TMDL визначають рівні забруднюючих речовин і стратегії для досягнення цілей щодо зменшення забруднюючих речовин. EPA описало TMDLs як створення «бюджету забруднювачів» із розподілом для кожного з джерел забруднювачів. Для багатьох прибережних водойм основним забруднювачем є надлишок поживних речовин, який також називають надмірним збагаченням поживними речовинами.
TMDL може призначати мінімальний рівень розчиненого кисню (DO), наявний у водоймі, який безпосередньо пов'язаний з рівнем поживних речовин (Див. Водна гіпоксія). TMDL, що стосуються забруднення поживними речовинами, є головним компонентом Національної стратегії США щодо поживних речовин. TMDL ідентифікують усі точкові та неточкові джерела забруднювачів у межах вододілу. Щоб реалізувати TMDL з точковими джерелами, у їхні дозволи NPDES включено розподіл відходів. Викиди NPS зазвичай відбуваються за сценарієм добровільного дотримання.
У 2010 році EPA опублікувало TMDL для Чесапікської затоки, присвячене забрудненню азотом, фосфором і осадами для всього вододілу, що охоплює площу 64 000 квадратних миль (170 000 км2). Цей план регулювання охоплює як естуарій, так і його притоки — найбільший і найскладніший документ TMDL, виданий EPA на сьогодні.
У Лонг-Айленд-Саунд процес розробки TMDL дозволив Департаменту енергетики та захисту навколишнього середовища Коннектикуту та Департаменту охорони навколишнього середовища штату Нью-Йорк включити цільове зниження викидів азоту на 58,5 відсотків у нормативно-правову базу.